# Thelasis macrobulbon
Thelasis macrobulbon är en orkidéart som beskrevs av Henry Nicholas Ridley. Thelasis macrobulbon ingår i släktet Thelasis och familjen orkidéer. Inga underarter finns listade i Catalogue of Life.